# 금구중학교 (광주)
금구중학교(金邱中學校)는 대한민국 광주광역시 광산구 운남동에 위치한 공립 중학교이다.

## 학교 연혁
- 2000년 12월 19일 : 금구중학교 설립 인가
- 2001년 3월 1일 : 제1대 오영소 교장 취임
- 2001년 3월 5일 : 제1회 입학식 (7학급 269명)
- 2003년 3월 1일 : 완성학급 (27학급)
- 2023년 3월 1일 : 제10대 박무기 교장 취임
- 2025년 1월 8일 : 제22회 졸업증서 수여식 (졸업생 181명)
- 2025년 3월 4일 : 제25회 입학식(신입생 178명)

## 참고 자료
- 금구중학교 - 한국교육학술정보원 학교알리미